# Закохані (картина)
«Закохані» (фр. Les Amants) – серія картин бельгійського сюрреаліста Рене Магрітта, створена у 1928 році. Ці твори є одним із найвідоміших прикладів робіт художника, що досліджують теми відчуження, таємничості й неможливості повноцінного спілкування між людьми.

## Опис серії

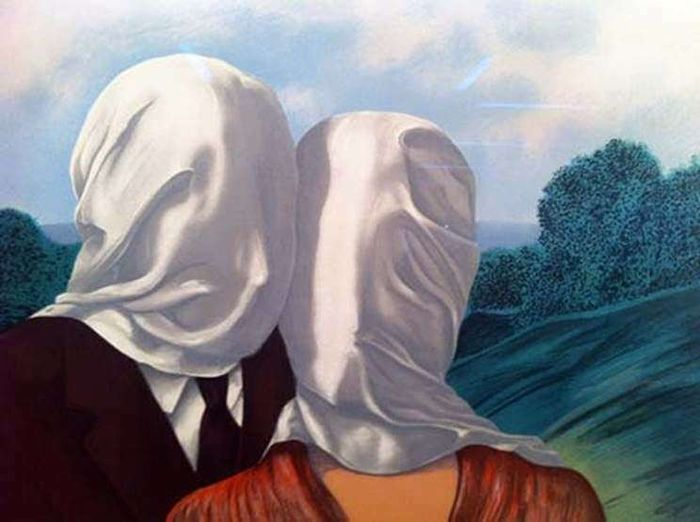
Закохані (2-га частина серії)

Серія картин "Закохані" складається з двох робіт, на яких зображено дві фігури, обличчя яких закриті білою тканиною. Це створює ефект відчуження та перешкоджає прямому зоровому контакту між фігурами. У першій картині пара зображена в момент поцілунку, але через тканину, що закриває їхні обличчя, жест любові стає неможливим. У другій роботі зображено аналогічну ситуацію, але замість фізичного контакту дві фігури стоять поруч, дивлячись у різні сторони.

## Символізм
Твори цієї серії демонструють типову для Магрітта гру з реальністю та ілюзіями. Закриті обличчя можуть символізувати неможливість справжнього емоційного зв’язку між людьми, незалежно від фізичної близькості. Біла тканина сприйнята як символ невідомості або перешкод у спілкуванні, що робить взаємодію між персонажами загадковою та недосяжною. Таким чином, картини ставлять під сумнів традиційні уявлення про любов і близькість, роблячи акцент на бар’єрах у стосунках. За однією з версій, персонажі на картині піддалися сліпій пристрасті, яка позбавила їх здатності об'єктивно мислити і помічати очевидні речі. Однак Магрітт не просто закрив їм очі — він обмотав їхні голови тканиною, тим самим підкреслюючи вислів про людей, що "втратили голову від кохання".
У другій версії «Закоханих» Рене Магрітт змінив фон: якщо перша картина показує пару в закритому приміщенні, то тут дія розгортається на відкритому повітрі. Це змінює настрій твору — пристрасні емоції поступаються спокою і гармонії.
Персонажі тепер стоять статично, не дивлячись один на одного, а спрямовують погляди на глядача, ніби хочуть щось сказати. Проте їхні обличчя все ще приховані, вони залишаються безликими. Можливо, таким чином художник намагається передати ідею справжнього кохання: людина, яка пізнала любов, вже не потребує очей, оскільки сприймає світ на глибшому рівні.

## Вплив та інтерпретація
Картини з серії «Закохані» стали важливою частиною спадщини Рене Магрітта і часто розглядаються як приклад його здатності поєднувати буденне з містичним. Ці твори стали джерелом натхнення для багатьох сучасних художників та режисерів, адже їх багатозначність дозволяє різні інтерпретації. Як і багато інших робіт Магрітта, ці картини підштовхують глядача до роздумів про природу сприйняття і межі людської свідомості. Зараз він знаходиться в MoMA Нью-Йорка, як частина колекції Річарда С. Цейслера.

## Цікаві факти
- Існує версія, що тема закритих обличь у «Закоханих» має особистий контекст для Магрітта. У дитинстві він став свідком трагічної смерті своєї матері, яка наклала на себе руки. Її тіло знайшли в річці, а сукня покривала обличчя. Це трагічне переживання могло вплинути на його художній стиль, зокрема на використання закритих облич.[3]